# Мали Немо у земљи снова
Мали Немо је главни лик серије недељних стрипова Винзора Макеја који су излазили у новинама New York Herald-у од 15. октобра 1905. до 23. јула 1911. године и у New York American-у Вилијама Рендолфа Херста од 3. септембра 1911. до 26. јула 1914. године. 
Стрип се прво звао Little Nemo in Slumberland, а касније In the Land of Wonderful Dreams, с променом новина за које је цртан.

### Ликови и прича
У покушају да дође до Земље снова, царства краља Морфеја, не би ли се играо са његовом ћерком, званом Принцеза, Мали Немо (lat. niko) сваке ноћи доживљава низ авантура у својим надреалним сновима. Последњи кадар сваког стрипа приказује Нема како се буди у или поред свог кревета и неког од одраслих ко га често или критикује или теши након што га овај пробуди. У ранијим стриповима, Нема би најчешће будила нека несрећа или немио догађај, као што је, на пример, бити згажен од стране џиновских печурки, бити претворен у мајмуна или остарити 90 година. Касније, када је напокон дошао до Земље снова, Нема је стално будио Флип, лик који је знатно допринео развоју стрипа, а који је носио шешир са натписом „Пробуди се“ на себи. Остали значајни ликови који се појављују у овом стрипу су: Доктор Пилула, Ђаволак, Слатко дете, Деда Мраз, као и Краљ Морфеј и Принцеза.
Иако цртани у форми забавног стрипа, серијали о догодовштинама Малог Нема су били далеко од дечје маште - често су били мрачни, надреални, претећи, па чак и насилни.
Надреална машта овог стрипа била је контраст профаним стриповима из тог времена, као што су били Katzenjammer Kids, Happy Hooligan, Buster Brown, и Krazy Kat. Током периода касног 20. и раног 21. века, овај стрип постао је поново признат и опет је привлачио пажњу. 1966. године Вуди Гелман је открио многе оригиналне стрипове у студију у ком је Макејев син радио, од којих су многи изложени у Метрополитен музеју. Гелман је у Италији 1973. објавио збирку стрипова о Малом Нему, чији су најупечатљивији квалитети били његов сложен визуелни стил - често са детаљима позадине на високом нивоу, живе боје, брзо одвијање радње између кадрова, као и разноврсност ликова и пејзажа.
Неке епизоде овог стрипа биле су посебно познате и оне укључују Ноћ живих кућа (први стрип који је изложен у Лувру), у коме Нема и његовог пријатеља низ улицу вија банда живих кућа, као и Ходајући кревет, у ком Немо и Флип путују преко кровова кућа на Немовом кревету. Макејово врхунско познавање перспективе, као и надасве елегантне линије његових цртежа, чини његове визије графички величанственим.
Ови стрипови су заједно са већином Макејевих дела потпали под јавно власништво у већини земаља 1. јануара 2005. године, 70 година након Макејеве смрти (види Ауторска права за детаље). Сва дела објављена пре 1923. године су у јавном власништву у Сједињеним Америчким Државама. Комплетан серијал стрипова о Малом Нему је доступан у једном тому Taschen издања: Little Nemo 1905–1914. McCay, Winsor (2000). Little Nemo: 1905-1914. Evergreen. ISBN 978-3-8228-6300-8.

### Колекције
- Little Nemo 1905–1906, Nostalgia Press.
- Little Nemo in the Palace of Ice and Further Adventures. Dover. 1976. ISBN 978-0-486-23234-8..
- Little Nemo In Slumberland, 1905–07. Fantagraphics. ISBN 978-0-930193-63-8..
- Little Nemo In Slumberland, 1907–08. Fantagraphics. 1989. ISBN 978-0-930193-64-5..
- Little Nemo In Slumberland, 1908–10. Fantagraphics. април 1990. ISBN 978-1-56097-025-5..
- Little Nemo In Slumberland, 1910–11. Fantagraphics. 1990. ISBN 978-1-85286-153-7..
- Little Nemo In Slumberland, 1, Blackthorne Publishing, 1986.
- Little Nemo in the Land of Wonderful Dreams. 1, 1911–12. Fantagraphics. 1991. ISBN 978-0-924359-35-4..
- Little Nemo in the Land of Wonderful Dreams. 1, 1913–14. Fantagraphics. 1993. ISBN 978-1-56097-130-6..
- Little Nemo, 1924–25, Fantagraphics.
- Little Nemo, 1926–27, Fantagraphics.
- Little Nemo, 1905–14. Evergreen/Taschen. 2000. ISBN 978-3-8228-6300-8..
- Little Nemo in Slumberland: So Many Splendid Sundays. 1 (1905–10). Sunday Press. 2005. ISBN 978-0-9768885-0-5..
- Little Nemo in Slumberland: So Many Splendid Sundays. 2 (1906–24). Sunday Press Books. 2008. ISBN 978-0-9768885-5-0.
- Best of Little Nemo in Slumberland. Stewart, Tabori, & Chang. 1997. ISBN 978-1-55670-647-9..
- Little Nemo in Slumberland. 1 (1905–1909). Checker Books. ISBN 978-1-933160-21-4..
- Little Nemo in Slumberland. 2 (1910–1926). Checker Books. ISBN 978-1-933160-22-1..

### Галерија слика
Мали Немо у Земљи снова - стрипови: